# Genkendelsen
Genkendelsen er en dansk kortfilm fra 2017 instrueret af Kira Richards Hansen.

## Handling
En film om en kvindes besættelse af en mand, en uforløst fortid og en konfrontation, som skal genoprette magtbalancen mellem dem.

## Medvirkende
- Beate Bille, Maj
- Johannes Lilleøre, H
- Gérard Bidstrup, Ekskæreste